# Club Deportivo Virginia
El Club Ecuestre Criadero Virginia fue un equipo de fútbol profesional de Quito, Provincia de Pichincha, Ecuador fue fundado el 21 de noviembre de 1984 y Finalmente, el club desapareció el 18 de marzo de 2012, tras casi 28 años de ser fundado le pasó a llamarse Club Ecuestre Criadero Virginia. y se desempeñó en la Segunda División. Su partido de debut de Virginia en el Campeonato Provincial de Segunda Categoría de Pichincha 2012 fue ante el Clan Juvenil con inicio de victoria 1-0 en el Estadio Municipal General Rumiñahui de Sangolquí de la Provincia de Pichincha el 10 de marzo de 2012 y su partido de despedida de dicho club en el Campeonato Provincial de Segunda Categoría de Pichincha 2012 fue ante el Chile con empate final 2-2 en el Estadio Francisco Reinoso de Cumbayá del Cantón Quito de la Provincia de Pichincha el 18 de marzo de 2012.
Fue afiliado a la Asociación de Fútbol No Amateur de Pichincha.